# Don’t Dream It’s Over
«Don’t Dream It’s Over» — песня, записанная австралийской рок-группой Crowded House с их дебютного студийного альбома Crowded House, вышедшего 1986 году. Don’t Dream It’s Over достиг первого места в чартах Канады и Новой Зеландии, второго места в хит-параде США (Hot 100) и выиграл премию MTV Video Music Awards 1987 года.

## История
В 1987 году сингл дебютировал на № 85 и затем поднялся на № 2 в основном американском хит-параде Billboard Hot 100, пробыв в этом мультиформатном чарте 24 недель в 1986—1987 годах, а также достиг № 9 в Adult Contemporary.
Видеоклип «Don’t Dream It’s Over» получил 3 номинации MTV Video Music Awards 1987 года в категориях Лучшее видео дебютанта (которую выиграл), Лучшая режиссура видео и Лучшее видео группы.
В мае 2001 года Australasian Performing Rights Association (APRA), отмечая своё 75-летие назвала Best New Zealand и Best Australian песни всех времён по опросу APRA. «Don’t Dream It’s Over» заняла в нём второе место в Новой Зеландии и № 7 в Австралии.
Кавер-версии этой песни записали многие музыканты: Пол Янг (в 1991 году занял 20-место в британском чарте), Кэтрин Вуд, Sixpence None the Richer (в 2003 году занял 9-е место в US Billboard Adult Top 40), Донни Осмонд (записана на его альбоме в 2003 году), Тедди Томпсон, Джош Клингхоффер, Faith No More, Пол Шаффер, Stacy & The Kid в эпизоде музыкальной телепрограммы Kids Incorporated, Хоуи Дэй, Айден Гримшоу, Сьюзан Бойл (песня записана на её альбоме 2010 года The Gift; близкие из окружения певицы сказали, что это самая любимая песня Сьюзан всех времён), Хитоми Яида, G4 и Дайана Кролл (записана в 2015 году на её альбоме Wallflower).
В 2006 году Сара Бласко спела эту песню на Играх Содружества в Мельбурне.
4 июня 2017 года на концерте One Love Manchester, посвященном жертвам теракта в Манчестере, песню «Don’t Dream It’s Over» дуэтом спели американские певицы Майли Сайрус и Ариана Гранде.
18 февраля 2024 года на концерте U2 на арене Sphere в Лас Вегасе солист ирландской группы Боно исполнил кавер песни «Don’t Dream It’s Over» в память о политике Алексее Навальном.

## Номинации и награды
| Год  | Номинируемая работа     | Категория                                  | Результат |
| ---- | ----------------------- | ------------------------------------------ | --------- |
| 1987 | «Don’t Dream It’s Over» | MTV Video Music Award for Best New Artist  | Победа    |
| 1987 | «Don’t Dream It’s Over» | MTV Video Music Award for Best Direction   | Номинация |
| 1987 | «Don’t Dream It’s Over» | MTV Video Music Award for Best Group Video | Номинация |

## Чарты
| Чарт (1986—1987)                | Высшая позиция |
| ------------------------------- | -------------- |
| Australian Singles Chart        | 8              |
| Canadian RPM Top Singles        | 1              |
| Dutch Top 40                    | 7              |
| German Singles Chart            | 13             |
| Irish Singles Chart             | 19             |
| New Zealand Singles Chart       | 1              |
| Norwegian Singles Chart         | 6              |
| UK Singles Chart                | 27             |
| US Billboard Hot 100            | 2              |
| US Billboard Adult Contemporary | 9              |
| US Billboard Album Rock Tracks  | 11             |
| Чарт (1996)                     | Высшая позиция |
| UK Singles Chart                | 25             |

## Сертификации
| Регион                                                                      | Сертификация  | Продажи |
| --------------------------------------------------------------------------- | ------------- | ------- |
| Новая Зеландия (RMNZ)                                                       | 5× Платиновый | 150 000 |
| Великобритания (BPI)                                                        | Платиновый    | 600 000 |
| Данные о продажах + прослушиваниях приведены только на основе сертификации. |               |         |